# Code-barres postal français
Le code-barres postal est un code-barres postal utilisé par la Poste française pour coder l'adresse inscrite sur une lettre. Il sert à faciliter le tri du courrier par les machines de traitement du courrier. 

## Principe
L'adresse est convertie en bâtonnets de couleur orange fluorescent, imprimés dans le bord inférieur droit de l'enveloppe lors de son premier passage dans une machine de traitement du courrier. Le lecteur de ce type de code à barres travaille en lumière UV, ce qui nécessite une encre fluorescente mais a comme avantage d'être moins sensible aux impressions diverses présentes sur le courrier (cas des cartes par exemple). 
Seules les enveloppes de petit format jusqu'au C5 sont physiquement codées.
Le code-barres postal du trafic national se caractérise par une double série de bâtonnets alignés sur une même rangée, qui se lisent de droite à gauche. 

La première série, située à droite, est composée de 20 bâtonnets et représente le code postal ou le code Cedex : il s'agit du code acheminement.

La seconde série, qui suit à gauche, a un nombre de bâtonnets variable et représente la localisation (le numéro et la voie) si celle-ci a pu être lue par le logiciel de reconnaissance optique de caractères : il s'agit du code distribution. 
Dans le cas où l'adresse n'a pas été reconnue, un code unique national - Chronomarque - est attribué automatiquement à la lettre et imprimé à l'emplacement du code distribution. L'image de la lettre, saisie par la machine de traitement du courrier, est alors stockée afin d'être lue et codée « humainement » à distance. Lors du second passage de la lettre dans une machine de tri, celle-ci fait donc le rapprochement entre la chronomarque et le code saisi à distance afin de la trier vers la bonne destination. 
La première série de bâtonnets peut être absente du courrier provenant de l'extérieur du territoire national, et muni d'un code-barres international, au verso.

## Code acheminement
| Valeur | Codage     |
| ------ | ---------- |
| 0      | ..\|\|\|\| |
| 1      | .\|.\|\|\| |
| 2      | .\|\|.\|\| |
| 3      | .\|\|\|.\| |
| 4      | \|..\|\|\| |
| 5      | \|.\|.\|\| |
| 6      | \|.\|\|.\| |
| 7      | \|\|..\|\| |
| 8      | \|\|.\|.\| |
| 9      | \|\|\|..\| |

Contrairement au Postnet, ce code-barres ne contient pas de chiffre de vérification. Cependant chaque codage de chiffre commence par un bâtonnet, dit bâtonnet Start, qui guide la tête de lecture lors du passage de l'enveloppe dans la machine. La codification du chiffre proprement dite se fait donc par l'emplacement des trois bâtonnets suivants et des deux absences de bâtonnet. Par ailleurs la lecture se fait de la droite vers la gauche.
Les 45 millimètres du code sont utilisés, en imprimant une barre ou en laissant un blanc tous les 1,88 mm. 

### Exemple
31210 conduit à :
Code sur l'enveloppe (| note un bâtonnet et . une absence de bâtonnet) :
```
..||||.|.|||.||.||.|.|||.|||.|
```

Code déchiffré :
```
..||||
.|.|||
.||.||
.|.|||
.|||.|
 
    0     1     2     1     3
```

## Code distribution ou Chronomarque
- Le code distribution repose sur un fichier national postal recensant toutes les voies (rues, avenues, etc.) et ses numéros, en rapport avec le code postal. Le logiciel de reconnaissance de l'adresse, après lecture du code postal, imprime ainsi le code de la voie, code lui-même modulé selon le numéro dans la voie.
Le code distribution, selon que l'adresse est par exemple 30 rue des acacias à Limoges peut ainsi être relativement différent du code pour le 130 de la même rue, voire totalement différent du 30 rue des acacias à Marseille.
Le codage du numéro et de la voie permet un tri plus affiné, un tri par tournée de facteur, que ne permet pas le seul codage du code postal.
- La chronomarque étant quant à elle, par définition, différente d'une enveloppe à l'autre, il serait trop complexe de la décrire ici. Néanmoins, la première partie de ce code correspond au numéro national de la machine qui l'a apposé. Ce système permet le vidéocodage ou le télévidéocodage de l'objet.

## Le vidéocodage et le télévidéocodage
L'enveloppe chronomarquée figure dans un fichier dédié au sein d'une base de données. Le vidéocodage consiste pour l'opérateur à coder, sur le site même, l'objet qui a été chronomarqué. Le télévidéocodage s'effectue, lui, à distance à partir de centre régionaux comme celui de Migennes. Pour qu'une telle opération puisse se faire, une photographie de l'objet est prise puis est mise en mémoire. C'est à partir de cette photographie, plus précisément cette numérisation, que l'opérateur attribue le bon code postal. Le télévidéocodage va plus loin dans la recherche en y précisant, si possible, le numéro de quartier de distribution. Il en est de même pour la distribution Cedex, en y indiquant le numéro de boîte postale, de course spéciale ou de tri service arrivée. Ces derniers numéros sont, en principe, normalisés sur cinq chiffres. Le vidéocodage sert aussi à l'acheminement du courrier non distribuable, dit REFLEX.
En outre, un serveur local s'occupe également de ces plis à vidéocoder indépendamment des opérateurs sus-indiqués.

## Code international
Le code-barres est/peut être accompagné d'un numéro.
Voici un exemple pour une lettre en provenance de l'Espagne et à destination de France (78 bits)
```
||||..||...|.||.||.|.|.||.|.||||....|||||.||..||.|.||...|||||..||..|||.||||.||   50112621626
```